# Évrecy
Évrecy è un comune francese di 2 037 abitanti situato nel dipartimento del Calvados nella regione della Normandia.

## Società

### Evoluzione demografica
Abitanti censiti